# Ниппон Пэйпер Крэйнс
«Ниппон Пэйпер крэйнс» (яп. 日本製紙クレインズ, "бумажные журавли") — японский хоккейный клуб из Кусиро. Основан в 1949 году. Выступает в Азиатской и Японской хоккейных лигах. Домашние матчи проводит в ледовом дворце Кусиро.

## История
Команда была основана в 1949 году при бумажной фабрике «Жужо Пэйпер»[уточнить]. в 1994 году, после объединения компании с «Санъё Кокусаку Палп» и переименованием её в «Ниппон Пэйпер» клуб получил нынешнее название.

## Достижения
- Азиатская хоккейная лига:
  - Победители (4) : 2004, 2007, 2009, 2014
- Японская хоккейная лига:
  - Победители (6) : 2006, 2007, 2010, 2011, 2012, 2014